# 燕北街道 (朝阳市)
燕北街道，是中华人民共和国辽宁省朝阳市双塔区下辖的一个乡镇级行政单位。

## 行政区划
燕北街道下辖以下地区：
燕河社区、燕北社区、燕南社区、燕东社区、燕湖社区、燕山社区和燕城社区。